# Noggin (proteïne)

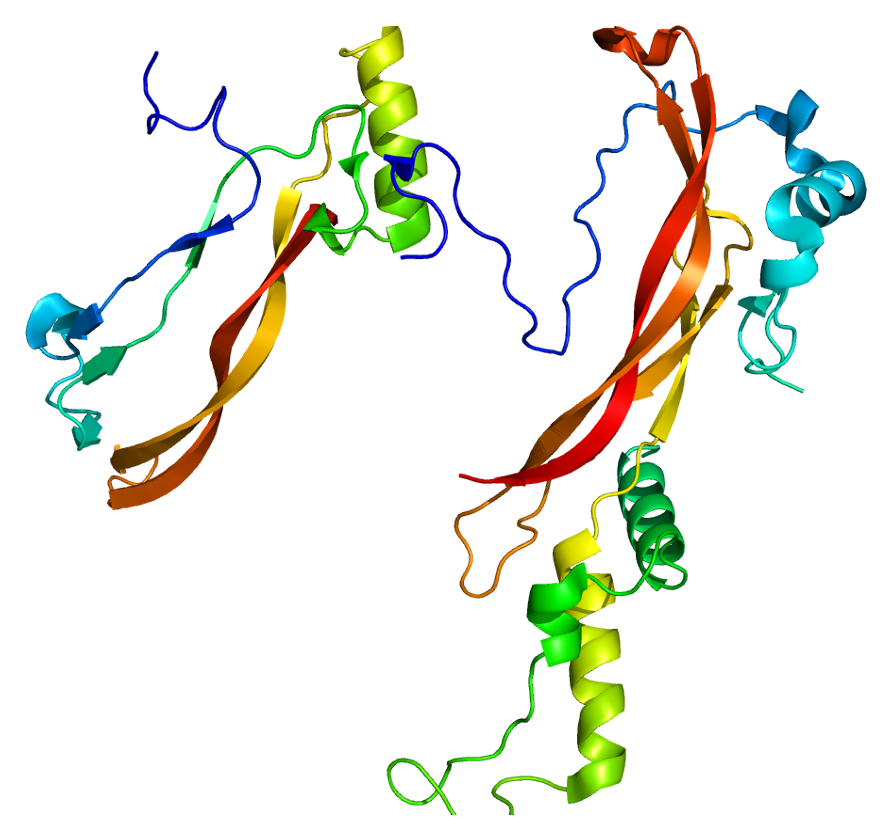
Noggin

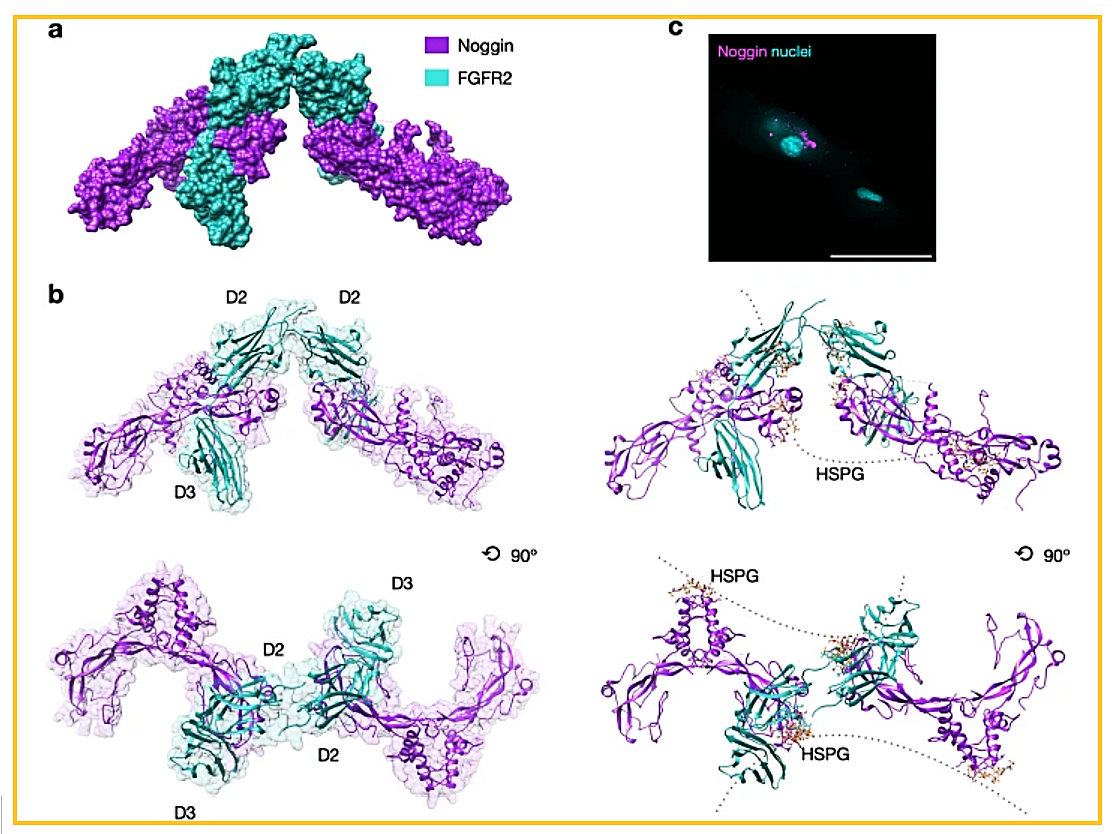
Hypothetische Noggin-binding aan de celoppervlakreceptor FGFR2. (a) Moleculaire dockingsimulatie van Noggin-eiwit en FGFR2. (b) Organisatie van FGFR's en Noggin-eiwitten met heparinemoleculen (gele staafweergave) en mogelijke heparansulfaatproteoglycanen (HSPG's)-verbinding binnen FGFR2-Noggin-complexen (grijze lijn). D2, D3 - extracellulaire immunoglobuline-domein van FGFR2. (c) Representatief beeld van Noggin-eiwit dat op het celoppervlak wordt vastgehouden na ASC-behandeling met Noggin-eiwit (magenta gekleurd). Celkernen cyaan gekleurd. schaalbalk is 100 μm.

Noggin, ook bekend als NOG, is een eiwit dat betrokken is bij de ontwikkeling van veel lichaamsweefsels, waaronder zenuwweefsel, spieren en botten. Bij mensen wordt noggin gecodeerd door het NOG-gen. Noggin is een homodimeer glycoproteïne met een cysteïneknobbel en heparinebindende segmenten. De moleculaire massa van noggin is 64 kDa.
Noggin is een van de extracellulaire remmers van botmorfogenetische proteïnen (BMP's) en bindt aan BMP's in de extracellulaire matrix om te voorkomen dat ze zich binden aan BMP-receptoren, wat vervolgens de BMP-signalering remt. Het remt ten minste BMP2, 4, 5, 6, 7, 13 en 14.Noggin kan op het celoppervlak worden vastgehouden door heparansulfaatproteoglycanen (HSPG's), die de diffusie van Noggin reguleren en zo de vorming van een BMP-activiteitsgradiënt mogelijk maken. Ook bindt noggin aan groeidifferentiatie factor (GDF5, GDF6) liganden.
De aminozuursequentie van menselijke noggin is zeer homoloog aan die van ratten, muizen en klauwkikkers.
De naam van het proteïne, wat een slang-Engels woord is voor "hoofd", werd bedacht als verwijzing naar het vermogen om embryo's met grote hoofden te produceren bij blootstelling aan hoge concentraties noggin.

## Functie
Noggin is een signaalmolecuul dat een belangrijke rol speelt bij het bevorderen van somietpatronen in het zich ontwikkelende embryo.  Het wordt vrijgegeven door de chorda dorsalis en reguleert botmorfogenetisch proteïne 4 (BMP4) tijdens de ontwikkeling. De afwezigheid van BMP4 zal de patroonvorming van de neurale buis en somieten van de neurale plaat in het zich ontwikkelende embryo veroorzaken. Het zorgt ook voor de vorming van het hoofd en andere dorsale structuren.
Noggin is vereist voor een correcte ontwikkeling van het zenuwstelsel, somiet en skelet. Experimenten bij muizen hebben aangetoond dat noggin ook een rol speelt bij leren, cognitie, botontwikkeling, en fusering van de neurale buis. Heterozygote missense-mutaties  (het nieuwe codon codeert voor een ander aminozuur) in het noggin-gen kunnen misvormingen veroorzaken zoals gewrichtsfusies en syndromen zoals het meervoudige synostosen-syndroom (SYNS1) en symfalangisme met meervoudige anomalieën van handen en voeten (SIM1). SYNS1 verschilt van SYM1 doordat het heup- en wervelfusies veroorzaakt. Het embryo kan ook kortere botten ontwikkelen, skeletelementen missen of meerdere synoviale gewrichten missen.
Bij muizen in embryonale ontwikkeling, waarbij noggin en chordin ontbreken, heeft het dier vrijwel geen hoofd. Het is van belang dat wanneer bij deze muizen alleen noggin afwezig is, er slechts kleine fouten worden waargenomen in de ontwikkeling van de kop van het dier, wat duidt op een additieve bijdrage tussen de twee eiwitten.
Verhoogde plasmaspiegels van noggin zijn waargenomen bij obese muizen en bij patiënten met een queteletindex van meer dan 27. Bovendien is aangetoond dat noggin-uitputting in vetweefsel leidt tot obesitas.

## Werkingsmechanisme
Noggin, gecodeerd door het NOG-gen, bindt en inactiveert leden van de transforming growth factor β (TGF-β) superfamilie signalerende eiwitten, zoals botmorfogenetisch proteïne 4 (BMP4).
Door efficiënter door de extracellulaire matrices te diffunderen dan leden van de TGF-β superfamilie, kan noggin een hoofdrol spelen bij het vormen van morfogenetische gradiënten. Noggin lijkt pleiotrope effecten te hebben, zowel vroeg in de ontwikkeling als in latere stadia.

## Ontdekking
Noggin werd oorspronkelijk geïsoleerd uit klauwkikkers. De ontdekking was gebaseerd op het vermogen van het organisme om de normale dorsaal-ventrale lichaamsas te herstellen in embryo's die kunstmatig ventraal waren gemaakt door ultraviolette behandeling. Noggin werd ontdekt in het laboratorium van Richard M. Harland en William C. Smith aan de Universiteit van Californië - Berkeley vanwege dit vermogen om secundaire asvorming te induceren in klauwkikkerembryo's.

## Klinische betekenis
Noggin-eiwitten spelen een rol bij de kiemblad-specifieke afleiding van gespecialiseerde cellen. De vorming van zenuwweefsel, de chorda dorsalis, haarzakjes en oogstructuren ontstaan vanuit de ectoderm kiemblad. Noggin-activiteit in het mesoderm maakt plaats voor de vorming van kraakbeen, bot- en spiergroei, en in het endoderm is noggin betrokken bij de ontwikkeling van de longen.
Vroege craniofaciale ontwikkeling wordt sterk beïnvloed door de aanwezigheid van noggin, in overeenstemming met de verschillende weefselspecifieke vereisten. Noggin beïnvloedt de vorming en groei van het gehemelte, de onderkaak en de schedel door zijn interactie met neurale lijstcellen. Muizen met een gebrek aan het NOG-gen blijken een uitgroei van de onderkaak en een gespleten gehemelte te hebben. Een andere craniofaciale gerelateerde misvorming als gevolg van de afwezigheid van noggin is geleidingsverlies veroorzaakt door ongecontroleerde uitgroei van de ductus cochlearis en spiralisering.
Onlangs zijn er verschillende heterozygote missense-mutaties (het nieuwe codon codeert voor een ander aminozuur) humane NOG-mutaties geïdentificeerd in niet-verwante families met meervoudige synostosen-syndroom (SYM1) en symfalangisme met meervoudige anomalieën van handen en voeten (SYNS1); zowel SYM1 als SYNS1 hebben meervoudige gewrichtsfusie als hun voornaamste kenmerk en komen overeen met dezelfde regio op chromosoom 17 (17q22) als NOG. Deze mutaties duiden op functionele haploinsufficiëntie waarbij de homozygote vormen embryonaal dodelijk zijn.
Al deze NOG-mutaties hebben evolutionair geconserveerde aminozuurresiduen gewijzigd.
Mutaties in dit gen zijn in verband gebracht met afwijkingen in het middenoor.